# Гадюка Никольского
Гадюка Никольского, или лесостепная гадюка (лат. Vipera nikolskii) — вид ядовитых змей семейства гадюковые. Часто рассматривается как подвид обыкновенной гадюки.
Название получила в честь зоолога А. М. Никольского.

## Описание
Более стройная, чем обыкновенная гадюка. Тело достигает длины 76,5 см, хвост — 8 см. Голова крупная, широкая, слегка выпуклая. Шейный перехват хорошо развит.
Вокруг середины тела 20—23 ряда чешуй. Брюшных щитков у самок 146—159, у самцов — 142—157; подхвостовых 29—37 пар (у самцов больше, чем у самок).
Взрослые особи всегда чёрного цвета, на верхнегубных щитках иногда сохраняются белые пятнышки. Глаза чёрные. Кончик хвоста снизу жёлтый или желто-оранжевый. Молодые серо-коричневые с коричневым зигзагом на спине, между третьей и пятой линькой окраска темнеет и рисунок исчезает.
От обыкновенной гадюки отличается окраской, особенностями фолидоза, более крупными гемипенисами и бесцветным ядом (у обыкновенной гадюки он жёлтый). Тем не менее, эти признаки выявляются лишь на больших выборках. Кроме того, существуют популяции гадюк со смешанными признаками, таксономическую принадлежность которых сложно установить.

## Распространение
Ареал гадюки Никольского включает лесные и лесостепные районы европейской части России и Украины южнее линии Канев — Курск — Тамбов — Бузулук, с проникновением этого вида на восток в степные районы Саратовской и Самарской областей. По последним данным, на северо-востоке она доходит до предгорий Южного и Среднего Урала. В восточной части ареала обнаружена широкая зона интерградации с номинативной формой.

## Образ жизни
Обитает в широколиственных и смешанных лесах, реже в сосняках. В Самарской области встречается и в черте города. Избегает остепнённые целинные участки и агроценозы. Во влажных местообитаниях их плотность населения может достигать 500 особей на 1 км². Активны преимущественно днём с апреля по октябрь. Осенью уползают на зимовку, которую часто проводят в карстовых воронках.
Спаривание происходит в мае. В августе — начале сентября самки рождают до 24 детёнышей общей длиной (вместе с хвостом) до 21 см.
Взрослые гадюки как правило охотятся на мелких млекопитающих, наземно гнездящихся птиц и лягушек. Молодые особи питаются преимущественно сеголетками бурых лягушек и мелких ящериц. Отмечено также поедание чесночниц, в единичных случаях — рыбы и падали.

## Классификация
Долгое время гадюку Никольского считали чёрной морфой обыкновенной гадюки, основываясь на том, что во всех популяциях обыкновенной гадюки встречается определённый процент меланистов. Впоследствии, после изучения морфологии и экологии, этой форме был придан видовой статус, что значительно повысило интерес к гадюке Никольского и стимулировало герпетологов к её изучению. Однако в последние годы зарубежные и некоторые отечественные герпетологи склонны рассматривать лесостепную гадюку в качестве подвида обыкновенной гадюки. По мнению учёных из Института проблем экологии и эволюции имени А. Н. Северцова, хотя единого мнения о статусе отдельных популяций гадюк, относимых к гадюке Никольского (V. nikolskii), до сих пор нет, её всё же целесообразно считать самостоятельным видом.